# Trufinești
Trufinești es una localidad rumana del oraș de Potcoava, en el condado de Olt.

## Historia
Hacia comienzos del siglo XX la localidad, que ya por entonces pertenecía al condado de Olt, formaba parte de la comuna de Potcoava y tenía contabilizada una población de 260 habitantes.
En la segunda mitad del siglo XX la localidad había pasado a formar parte del oraș de Potcoava. En el censo de 2021 la localidad tenía una población de 207 habitantes.